# Castillo de Villamalur
El castillo de Villamalur (Provincia de Castellón, España) es una construcción musulmana de los siglos X-XIII que se encuentra ubicado en una pronunciada, y elevada montaña en las cercanías de la población a la que se accede por la pista que conduce a la partida del Mas. 

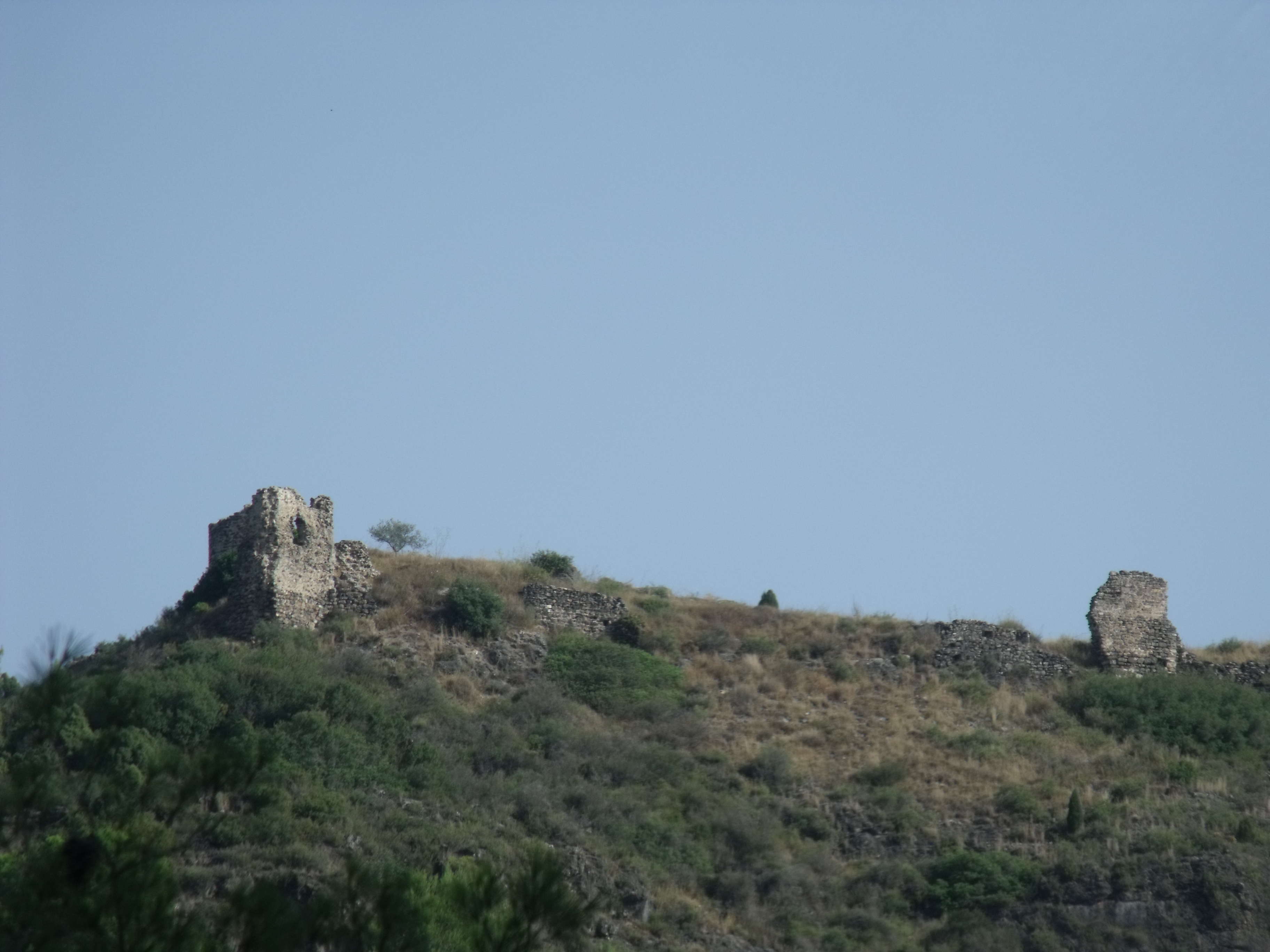
Vista desde la carretera de Matet-Villamalur

Por su estratégica posición, domina gran parte de la sierra.
El Castillo es de planta poligonal irregular. Todo el recinto se encontraba circunvalado por la muralla de la que todavía se conservan grandes elementos. 
También existen, todavía en pie, varias torres, un aljibe originalmente cubierto con bóveda, vestigios de canalizaciones...
Gran parte de los restos que podrá observar el visitante son de origen cristiano, pues el castillo de Villamalur fue notablemente reformado tras la conquista.